# 陈凯旋 (农民)
陈凯旋，中華人民共和國湖南省长沙市宁乡县大成桥镇人，因大成桥镇天坑事件向中华人民共和国总理温家宝告御状而家喻户晓，成为网络和电视媒体热点人物。

## 简介
2010年，湖南省长沙市宁乡县大成桥镇发生了多处塌方，学校、医院、民房都沉入了天坑中，导致当地居民十分紧张。
2010年7月1日，中华人民共和国总理温家宝来到宁乡县考察，提出要去大成桥镇看看天坑情况，陈凯旋得知情况后，旋即来到温家宝经过的公路（此路后来被誉为“凯旋路”）决心见温家宝陈述天坑塌方情况，后来他向媒体说：“总理在峨山坝上视察，车队回来时肯定路过这条路。”温家宝到了考察点之后，陈凯旋立刻走过去对温家宝说：“温总理，我想向您反映一个问题。”，“我们想请您去看看”，温家宝回应说他反应的是一个现实问题，关系到人民群众的安全，并叫他马上带路。陈凯旋带领温家宝来到真正的直径60米深约30米天坑面前，却被现场干部阻拦住了，不让他再和温家宝靠近，一个穿衬衣的人和一个警卫走过来对他说：“你把总理带到这里，今后你没好日子过。”，不得已，陈凯旋只得悄悄地离开人群，回到了家。
2010年7月1日晚上，陈凯旋一个政府官员亲戚来到他家里，叫他出去躲躲。
亲戚走后不多久，镇政府官员带领卫队前来陈凯旋家抓拿陈凯旋，砸烂了他家的卷帘金属门，陈凯旋慌忙从邻居家借路而逃，并且在外面躲了三天，在外期间，陈凯旋多次接到镇政府的电话，催促他去镇政府接受质询。
三天之后，陈凯旋去了镇政府。
陈凯旋和镇政府官员沟通了二小时，双方争执不下，回到家中，用5万元的低价出售了自己的门面店铺，回到乡下种地去了。

## 评价
《长江日报》评论员刘洪波：陈凯旋得以面见总理，基本上可谓是“精心布置”下的意外。这种超出安排、自作主张的行为，对陈凯旋来说，无疑容易被权力系统认作“放刁”、“多管闲事”、“不守规矩”。
《光明日报》发表专文：千万别把陈凯旋的“误会出逃”当作“误会”来深刻评价了陈凯旋的举动和政府官员的无知无能。
《MSN中文网》：“一个湖南不认识字的卖菜农民，只是因为向总是说了当地灾害的实情，一连串的诡异现象，就让他原本塌实的心灵，漂浮在了空中，找不到了自己曾经安稳而善良的心，面对共和国政府第一把手的总理，他没有害怕，却无法面对当地一个小小政府的各类官员的‘造访’，假如正的如报道里那些政府官员所说的，并没有威胁、恫吓的本意，只是想了解下情况的话，为什么不在阳光下进行，而选择了深夜敲半个多小时的门，竟然如陈凯旋说的把卷帘金属门都打烂了，如果我们地方官员能够用打烂商户金属卷帘门的积极态度和执着精神，用到关心当地百姓的生活和日常工作发展上，陈凯旋还会半夜爬梯子逃逸吗？”